# 柏拉圖主義者蓋烏斯
柏拉图主义者盖乌斯 （2世纪），是希腊或罗马哲学家，也是中古柏拉图主义的代表。除了他知道是Albinus的老师外，其餘事情知之甚少。据悉他出版了不少关于柏拉图的演讲，但现已丢失的九卷摘要。  他在2世纪上半叶教授柏拉图主义，但对其哲学观点几乎一无所知。  据推测， 阿普列尤斯撰写的《柏拉图和他的学说》（On Plato and His Doctrine）可能取材于盖乌斯的演讲，但这种说法被认为是可疑的。  也有人认为，关于柏拉图《泰阿泰德篇》的匿名评论（部分存在）有可能来自他的学說。 波菲利提到他的作品是在普羅提諾的学校里阅读的。 